# Zięby Darwina

Zięby Darwina (grafika Johna Goulda)

Zięby Darwina – grupa kilkunastu niewielkich, bardzo podobnych do siebie gatunków ptaków odkrytych przez Karola Darwina podczas wyprawy HMS Beagle (zob. też John Gould). Początkowo zaliczono je jako podrodzinę Geospizinae z rodziny łuszczakowatych (Fringillidae). Później rodzaje uprzednio do niej zaliczane zaklasyfikowano do rodziny trznadli (Emberizidae). Obecnie wszystkie zięby Darwina zaliczane są do tanagrowatych (Thraupidae). 
Nazwa zięby Darwina zachowała się jako potoczne określenie tej grupy gatunków ptaków śpiewających, które wywodzą się od wspólnego przodka przybyłego przed wiekami na Wyspy Galapagos i które na skutek radiacji adaptacyjnej przystosowały się do różnych nisz ekologicznych.

## Charakterystyka
Obejmuje gatunki o zróżnicowanym trybie życia, zamieszkujące archipelag Galapagos (13 gatunków) i Wyspę Kokosową (1 gatunek – kokośnik). Ptaki te charakteryzują się:
- mało kontrastowym upierzeniem (zasadniczo brązowoszare, samce niektórych gatunków czarne).
- gniazdo zamknięte
- zazwyczaj 4 jaja w lęgu (białe z różowymi plamkami) wysiadywane przez okres 12 dni przez samicę
- pisklęta pozostają w gnieździe około 14 dni.
- odżywiają się różnorodnym pokarmem, w zależności od zajmowanej niszy ekologicznej.

## Historia odkrycia
Weszły do historii jako zięby Darwina, choć właściwie sam Darwin nie dostrzegł w nich wielu niezwykłych cech (pierwszy ich opis z roku 1798 zawdzięczamy kapitanowi Jamesowi Colnettowi).
Darwin pisał o ich zachowaniach:

Ptaki te nie znają człowieka i uważają go za równie niewinnego jak ich współziomkowie, wielkie żółwie. (…) Małe ptaki skakały spokojnie pośród krzewów w zasięgu trzech lub czterech stóp i nie obawiały się kamieni, którymi w nie rzucano. Pan King zabił jednego swym kapeluszem…

O zróżnicowaniu ich preferencji pokarmowych i budowy napisał:

Gdy widzi się to stopniowanie i różnorodność w budowie jednej małej i ściśle spokrewnionej grupy ptaków, można by rzeczywiście wyobrazić sobie, że przy początkowym ubóstwie ptaków na tym archipelagu jeden gatunek został wybrany i zmieniony dla różnych celów.

Frank J. Sulloway uważa, że Darwin nie uznawał tych ptaków za coś szczególnego, a nawet nie był pewien, jak należy je sklasyfikować; mimo różnorodności wyglądu i przystosowań, która dziś czyni je tak atrakcyjnymi dla ewolucjonistów, wrzucił wszystkie zebrane okazy do jednego worka, nawet nie zaznaczając, z której wyspy pochodzą – uznał je za niezbyt interesujące odmiany jednego gatunku, a nie samodzielne gatunki (zob. John Gould – praca z Darwinem przy opracowaniu eksponatów z podróży HMS Beagle). Nazwa zięby Darwina po raz pierwszy pojawiła się w roku 1936, i została spopularyzowana przez ornitologa Davida Lacka w 1947. D. Lack opublikował pierwszą nowoczesną pracę poświęconą ekologii i ewolucji tych ptaków.
Tak więc to nie Darwin, ale inni uczeni, badający przywiezione przez niego eksponaty, odkryli klasyczny już dziś przykład radiacji adaptacyjnej.

## Podział
Do grupy zięb Darwina należą następujące rodzaje:
- Geospiza
- Camarhynchus
- Certhidea
- Pinaroloxias
- Platyspiza